# Piotr (Caawa)
Piotr, imię świeckie Paata Caawa (ur. 7 kwietnia 1970 w Senaki) – gruziński duchowny prawosławny, w latach 2010–2019 metropolita Czkondidi.

## Życiorys
28 sierpnia 2000 otrzymał święcenia diakonatu, a 3 września tegoż roku – prezbiteratu. 20 października 2002 przyjął chirotonię biskupią. 2 sierpnia 2010 podniesiony został do godności metropolity.